# Farol do Porto de Dili
O Farol do Porto de Dili, é um farol timorense que fica localizado junto à praia no lado Oeste de Dili, capital de Timor-Leste.
Torre octogonal em estrutura de ferro, com lanterna e galeria, elevando-se de uma base maciça de alvenaria cónica, pintada às faixas (horizontais) verdes e brancas. O acesso à lanterna é feito por uma escada em caracol em volta da coluna central.

## Informações
- Uso actual: Ajuda activa à navegação
- Acesso: Praia a Oeste de Dili
- Aberto ao público: Local aberto, torre fechada.
- Nº internacional: K-1368
- Nº NGA: 25708[2]
- Nº ARLHS: TIM-001[3]